# Atletismo nos Jogos Olímpicos de Verão de 2016 - 1500 m feminino

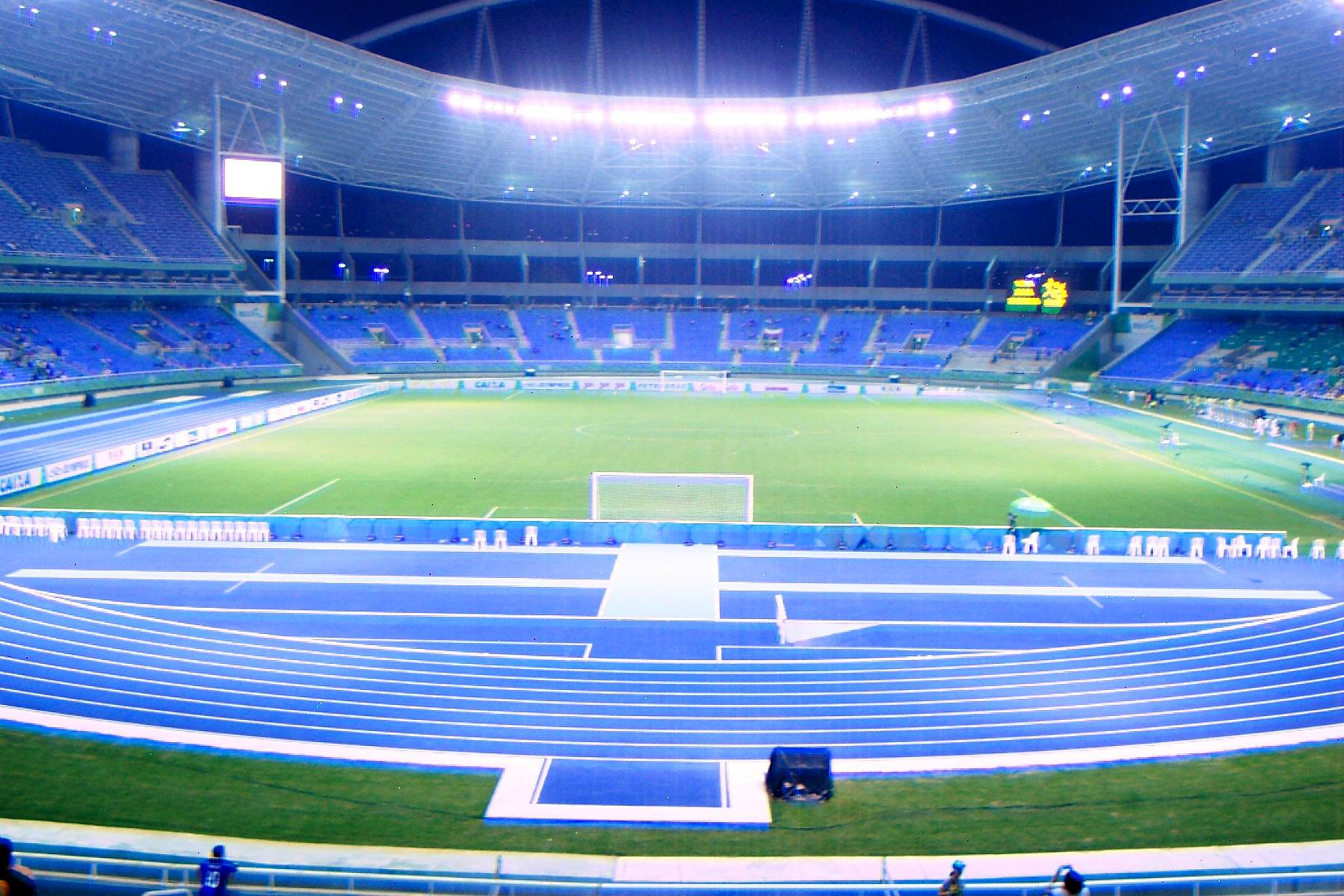
Vista de trás do gol (Setor Norte) do estádio do Engenhão

A competição dos 1500 metros rasos feminino do atletismo nos Jogos Olímpicos de Verão de 2016 aconteceu entre os dias 12 e 16 de agosto no Estádio Olímpico.

## Calendário
Horário local (UTC-3).
| Data                          | Horário | Fase          |
| ----------------------------- | ------- | ------------- |
| Sexta ,12 de agosto de 2016   | 20:30   | Eliminatórias |
| Domingo, 14 de agosto de 2016 | 21:30   | Semifinais    |
| Terça, 16 de agosto de 2016   | 22:30   | Final         |

## Medalhistas
| Ouro   | KEN Faith Kipyegon   |
| Prata  | ETH Genzebe Dibaba   |
| Bronze | USA Jennifer Simpson |

## Recordes
Antes desta competição, os recordes mundiais e olímpicos da prova eram os seguintes:
| Tipo | Atleta         | Tempo   | Local       | Data                   |
| ---- | -------------- | ------- | ----------- | ---------------------- |
|      | Genzebe Dibaba | 3:50.07 | Fontvieille | 17 de julho de 2015    |
|      | Paula Ivan     | 3:53.96 | Seul        | 26 de setembro de 1988 |

## Resultados

### Eliminatórias
Qualificação: Os primeiros 6 em cada bateria (Q) e os 6 mais rápidos (q) avançam para as semifinais.

#### Bateria 1
| Pos. | Atleta                  | CON                     | Tempo   | Notas            |
| ---- | ----------------------- | ----------------------- | ------- | ---------------- |
| 1    | Genzebe Dibaba          | ETH Etiópia             | 4:10.61 | Q                |
| 2    | Ciara Mageean           | IRL Irlanda             | 4:11.51 | Q                |
| 3    | Brenda Martinez         | USA Estados Unidos      | 4:11.74 | Q                |
| 4    | Linden Hall             | AUS Austrália           | 4:11.75 | Q                |
| 5    | Angelika Cichocka       | POL Polônia             | 4:11.76 | Q                |
| 6    | Konstanze Klosterhalfen | GER Alemanha            | 4:11.76 | Q                |
| 7    | Hilary Stellingwerff    | CAN Canadá              | 4:12.00 |                  |
| 8    | Maureen Koster          | NED Países Baixos       | 4:13.15 |                  |
| 9    | Siham Hilali            | MAR Marrocos            | 4:13.46 |                  |
| 10   | Amela Terzić            | SRB Sérvia              | 4:15.17 |                  |
| 11   | Nancy Chepkwemoi        | KEN Quênia              | 4:15.41 |                  |
| 12   | Marta Pen Freitas       | POR Portugal            | 4:18.53 |                  |
| 13   | Saraswati Bhattarai     | NEP Nepal               | 4:33.94 | Recorde nacional |
| 14   | Celma Bonfim da Graça   | STP São Tomé e Príncipe | 4:38.86 |                  |

#### Bateria 2
| Pos. | Atleta             | CON                               | Tempo   | Notas                |
| ---- | ------------------ | --------------------------------- | ------- | -------------------- |
| 1    | Sifan Hassan       | NED Países Baixos                 | 4:06.64 | Q                    |
| 2    | Faith Kipyegon     | KEN Quênia                        | 4:06.65 | Q                    |
| 3    | Sofia Ennaoui      | POL Polônia                       | 4:06.90 | Q                    |
| 4    | Jennifer Simpson   | USA Estados Unidos                | 4:06.99 | Q                    |
| 5    | Malika Akkaoui     | MAR Marrocos                      | 4:07.42 | Q,                   |
| 6    | Besu Sado          | ETH Etiópia                       | 4:08.11 | Q                    |
| 7    | Laura Weightman    | GBR Grã-Bretanha                  | 4:08.37 | q                    |
| 8    | Jenny Blundell     | AUS Austrália                     | 4:09.05 | q                    |
| 9    | Gabriela Stafford  | CAN Canadá                        | 4:09.45 |                      |
| 10   | Muriel Coneo       | COL Colômbia                      | 4:09.50 |                      |
| 11   | Tigist Gashaw      | BRN Bahrein                       | 4:10.96 |                      |
| 12   | Florina Pierdevară | ROU Romênia                       | 4:11.55 | Recorde da temporada |
| 13   | Nikki Hamblin      | NZL Nova Zelândia                 | 4:11.88 |                      |
| 14   | Anjelina Lohalith  | ROT Equipe Olímpica de Refugiados | 4:47.38 |                      |

#### Bateria 3
| Pos. | Atleta               | CON                        | Tempo   | Notas |
| ---- | -------------------- | -------------------------- | ------- | ----- |
| 1    | Dawit Seyaum         | ETH Etiópia                | 4:05.33 | Q     |
| 2    | Shannon Rowbury      | USA Estados Unidos         | 4:06.47 | Q     |
| 3    | Laura Muir           | GBR Grã-Bretanha           | 4:06.53 | Q     |
| 4    | Rababe Arafi         | MAR Marrocos               | 4:06.63 | Q     |
| 5    | Meraf Bahta          | SWE Suécia                 | 4:06.82 | Q     |
| 6    | Zoe Buckman          | AUS Austrália              | 4:06.93 | Q     |
| 7    | Nicole Sifuentes     | CAN Canadá                 | 4:07.43 | q     |
| 8    | Viola Cheptoo Lagat  | KEN Quênia                 | 4:08.09 | q     |
| 9    | Danuta Urbanik       | POL Polônia                | 4:08.67 | q     |
| 10   | Diana Sujew          | GER Alemanha               | 4:09.07 | q     |
| 11   | Margherita Magnani   | ITA Itália                 | 4:09.74 |       |
| 12   | Kadra Mohamed Dembil | DJI Djibuti                | 4:42.67 |       |
| 13   | Nelia Martins        | TLS Timor-Leste            | 5:00.53 |       |
| –    | Betlhem Desalegn     | UAE Emirados Árabes Unidos | DNS     |       |

### Semifinais
Qualificação: 5 primeiros de cada bateira (Q), mais os 2 melhores tempos (q) foram classificados a final.

#### Semifinal 1
| Pos. | Atleta                  | CON                | Tempo   | Notas |
| ---- | ----------------------- | ------------------ | ------- | ----- |
| 1    | Faith Kipyegon          | KEN Quênia         | 4:03.95 | Q     |
| 2    | Dawit Seyaum            | ETH Etiópia        | 4:04.23 | Q     |
| 3    | Shannon Rowbury         | USA Estados Unidos | 4:04.46 | Q,    |
| 4    | Besu Sado               | ETH Etiópia        | 4:05.19 | Q     |
| 5    | Laura Weightman         | GBR Grã-Bretanha   | 4:05.28 | Q     |
| 6    | Sofia Ennaoui           | POL Polônia        | 4:05.29 | q     |
| 7    | Rababe Arafi            | MAR Marrocos       | 4:05.60 | q     |
| 8    | Linden Hall             | AUS Austrália      | 4:05.81 |       |
| 9    | Zoe Buckman             | AUS Austrália      | 4:06.95 |       |
| 10   | Konstanze Klosterhalfen | GER Alemanha       | 4:07.26 |       |
| 11   | Ciara Mageean           | IRL Irlanda        | 4:08.07 |       |
| 12   | Brenda Martinez         | USA Estados Unidos | 4:10.41 |       |

#### Semifinal 2
| Pos. | Atleta              | CON                | Tempo   | Notas |
| ---- | ------------------- | ------------------ | ------- | ----- |
| 1    | Genzebe Dibaba      | ETH Etiópia        | 4:03.06 | Q     |
| 2    | Sifan Hassan        | NED Países Baixos  | 4:03.62 | Q     |
| 3    | Laura Muir          | GBR Grã-Bretanha   | 4:04.16 | Q     |
| 4    | Jennifer Simpson    | USA Estados Unidos | 4:05.07 | Q     |
| 5    | Meraf Bahta         | SWE Suécia         | 4:06.41 | Q     |
| 6    | Viola Cheptoo Lagat | KEN Quênia         | 4:06.83 |       |
| 7    | Nicole Sifuentes    | CAN Canadá         | 4:08.53 |       |
| 8    | Malika Akkaoui      | MAR Marrocos       | 4:08.55 |       |
| 9    | Diana Sujew         | GER Alemanha       | 4:10.15 |       |
| 10   | Danuta Urbanik      | POL Polônia        | 4:11.34 |       |
| 11   | Jenny Blundell      | AUS Austrália      | 4:13.25 |       |
| 12   | Angelika Cichocka   | POL Polônia        | 4:17.83 |       |

### Final
| Pos.              | Atleta           | CON                | Tempo   | Notas |
| ----------------- | ---------------- | ------------------ | ------- | ----- |
| Medalha de ouro   | Faith Kipyegon   | KEN Quênia         | 4:08.92 |       |
| Medalha de prata  | Genzebe Dibaba   | ETH Etiópia        | 4:10.27 |       |
| Medalha de bronze | Jennifer Simpson | USA Estados Unidos | 4:10.53 |       |
| 4                 | Shannon Rowbury  | USA Estados Unidos | 4:11.05 |       |
| 5                 | Sifan Hassan     | NED Países Baixos  | 4:11.23 |       |
| 6                 | Meraf Bahta      | SWE Suécia         | 4:12.59 |       |
| 7                 | Laura Muir       | GBR Grã-Bretanha   | 4:12.88 |       |
| 8                 | Dawit Seyaum     | ETH Etiópia        | 4:13.14 |       |
| 9                 | Besu Sado        | ETH Etiópia        | 4:13.58 |       |
| 10                | Sofia Ennaoui    | POL Polônia        | 4:14.72 |       |
| 11                | Laura Weightman  | GBR Grã-Bretanha   | 4:14.95 |       |
| 12                | Rababe Arafi     | MAR Marrocos       | 4:15.16 |       |

Legenda
| Recorde mundial      | Recorde mundial (World record)               |                       | Recorde africano                      | Recorde africano (African) |                                           | Q | Classificado por posição (Qualified) |
| Recorde olímpico     | Recorde olímpico (Olympic record)            | Recorde da América    | Recorde da América (Americas)         | q                          | Classificado por melhor tempo (Qualified) |   |                                      |
| Melhor marca do ano  | Melhor marca do ano (World leading)          | Recorde asiático      | Recorde asiático (Asian)              | DNS                        | Não largou (Did not start)                |   |                                      |
| Recorde nacional     | Recorde nacional (National record)           | Recorde europeu       | Recorde europeu (European)            | DNF                        | Não terminou (Did not finish)             |   |                                      |
| Recorde pessoal      | Recorde pessoal do atleta (Personal best)    | Recorde da Oceania    | Recorde da Oceania (Oceania)          | DSQ / DQ                   | Desclassificado (Disqualified)            |   |                                      |
| Recorde da temporada | Recorde da temporada do atleta (Season best) | Recorde sul-americano | Recorde sul-americano (South America) | NM                         | Sem marca (No mark)                       |   |                                      |